# برامناو
برامناو (به آلمانی: Brahmenau) یک شهر در آلمان است که در گرایتس واقع شده‌است. برامناو ۱٬۰۵۸ نفر جمعیت دارد.